# Kriminallov for Grønland
 Der er for få eller ingen kildehenvisninger i denne artikel, hvilket er et problem. Du kan hjælpe ved at angive troværdige kilder til de påstande, som fremføres i artiklen.

Kriminallov for Grønland er en lov bygget på grønlandsk retskultur, gældende for det selvstyrende Grønland. 
Loven svarer til den danske straffelov og indeholder stort set de samme punkter, med 266 paragraffer fordelt på 49 kapitler. Den store forskel er dog at den grønlandske kriminallov ikke omtaler straf og derfor ikke indeholder strafferammer. 